# Tony Cargnelli
Anton Cargnelli, detto Tony (Vienna, 1º febbraio 1889 – Torino, 27 giugno 1974), è stato un allenatore di calcio e calciatore austriaco con passaporto italiano.

## Biografia
Figlio di un uomo italiano e di una donna austriaca, era appassionato di ciclismo.

## Carriera

### Giocatore

#### Club
Tutta la sua carriera passò in Austria, difendendo i colori di vari club, come il Vienna Cricket, Germania Schwechat e il Wiener AF.

#### Nazionale
Nel 1909 ottenne l'unica presenza in Nazionale austriaca, nella partita pareggiata 1-1 contro l'Ungheria.

### Allenatore
In Italia cominciò ad allenare nel 1927-1928 guidando il Torino e vincendo lo scudetto. L'annata successiva, riconfermato, sfiorò il successo perdendo in finale nazionale contro il Bologna.
Nel novembre 1929 venne esonerato dalla società granata e l'anno successivo passò al Palermo, in Serie B, portando la squadra siciliana ad un passo dalla promozione in A, persa per soli 2 punti. Cominciò con i rosa-neri anche la stagione seguente ma fu esonerato nel suo corso.
Passato al Foggia, in terza serie, la portò in Serie B.
Nel 1933-1934 Cargnelli passò al Bari, in B. Questa volta la promozione fu sfiorata – i pugliesi terminarono in vetta della classifica nel girone finale a pari con la Sampierdarenese perdendo pol lo spareggio contro i liguri per 0-1.
Tornato al Torino evitò la retrocessione nel 1935. Meglio fu il 1936 quando il Torino giunse terzo. Inoltre fu vinta la Coppa Italia.
Nell'estate del 1936 tornò al Bari, già in Serie A, e vi rimase fino alla stagione 1937-1938, due volte salvando la squadra dalla retrocessione.
Dal 1938 al 1940 Cargnelli fu nell'Ambrosiana-Inter vincendo la sua seconda Coppa Italia nel 1939 e il suo secondo scudetto nel 1940.
Lasciò poi l'Inter per tornare per la terza volta al Torino dove rimase fino al marzo del 1942. Ottenne un 7º posto e una semifinale Coppa Italia nel 1941.
Per il 1942-1943 Cargnelli si legò alla Liguria, ma il campionato fu disastroso e la squadra giunse ultima. Il campionato venne poi interrotto per la seconda guerra mondiale e nel campionato 1945-1946 Cargnelli si lega alla Lazio. Il sodalizio durò fino al 1948 (con due volte di giungere in mezza classifica e l'esonero dopo il girone d'andata di Serie A 1947-1948). Dopo la Lazio l'allenatore austriaco guidò per un breve periodo la Lucchese Libertas, aiutandola a salvarsi in massima serie.
Nell'estate 1948 inizia a lavorare nel Bologna. La prima stagione risulta essere soddisfacente, Cargnelli viene così riconfermato ma i risultati peggiorano e l'allenatore, poi affiancato dal direttore tecnico Pietro Genovesi, viene esonerato nel dicembre 1949 in favore dell'inglese Edmund Crawford.
Nel 1950-1951 Cargnelli andò all'Alessandria, in Serie C, ma non andò oltre il 4º posto nel girone A.
La stagione successiva torna ad allenare a distanza di anni il Foggia, ma verrà sostituito in corsa dal tecnico Cesare Migliorini.

## Statistiche

### Cronologia presenze e reti in nazionale
| Cronologia completa delle presenze e delle reti in nazionale ― Austria | Cronologia completa delle presenze e delle reti in nazionale ― Austria | Cronologia completa delle presenze e delle reti in nazionale ― Austria | Cronologia completa delle presenze e delle reti in nazionale ― Austria | Cronologia completa delle presenze e delle reti in nazionale ― Austria | Cronologia completa delle presenze e delle reti in nazionale ― Austria | Cronologia completa delle presenze e delle reti in nazionale ― Austria | Cronologia completa delle presenze e delle reti in nazionale ― Austria |
| Data                                                                   | Città                                                                  | In casa                                                                | Risultato                                                              | Ospiti                                                                 | Competizione                                                           | Reti                                                                   | Note                                                                   |
| ---------------------------------------------------------------------- | ---------------------------------------------------------------------- | ---------------------------------------------------------------------- | ---------------------------------------------------------------------- | ---------------------------------------------------------------------- | ---------------------------------------------------------------------- | ---------------------------------------------------------------------- | ---------------------------------------------------------------------- |
| 30-5-1909                                                              | Budapest                                                               | Ungheria                                                               | 1 – 1                                                                  | Austria                                                                | Amichevole                                                             | -                                                                      |                                                                        |
| Totale                                                                 |                                                                        | Presenze                                                               | 1                                                                      |                                                                        | Reti                                                                   | 0                                                                      |                                                                        |

## Palmarès

### Giocatore

#### Club
- Campionato austriaco: 1

Wiener AF: 1913-1914

### Allenatore
- Campionato italiano: 2

Torino: 1927-1928
Ambrosiana-Inter: 1939-1940
- Prima Divisione: 1

Foggia: 1932-1933
- Coppa Italia: 2

Torino: 1935-1936
Ambrosiana-Inter: 1938-1939